# Acuerdo sobre la Conservación y Uso Sostenible de la Biodiversidad Marina más allá de las Jurisdicciones Nacionales
El Acuerdo sobre la Conservación y Uso Sostenible de la Biodiversidad Marina más allá de las Jurisdicciones Nacionales (oficialmente, «Acuerdo en el marco de la Convención de las Naciones Unidas sobre el Derecho del Mar relativo a la conservación y el uso sostenible de la diversidad biológica marina de las zonas situadas fuera de la jurisdicción nacional»), es un instrumento jurídicamente vinculante para la conservación y el uso sostenible de la diversidad biológica marina en áreas fuera de las jurisdicciones nacionales, en virtud de la Convención de las Naciones Unidas sobre el Derecho del Mar (CONVEMAR). También se le conoce como Tratado de Alta Mar y Tratado BBNJ por las siglas en inglés de Biodiversity Beyond National Jurisdiction.
El texto fue finalizado durante una conferencia intergubernamental en la ONU el 4 de marzo de 2023 y adoptado el 19 de junio de 2023. Tanto Estados como organizaciones regionales de integración económica pueden convertirse en partes del tratado.
El tratado aborda cuatro temas: (1) Recursos genéticos marinos (RGM), incluida la distribución justa y equitativa de los beneficios; (2) herramientas de gestión basadas en áreas (ABMT), incluidas las áreas marinas protegidas (AMP); (3) evaluaciones de impacto ambiental (EIA); y (iv) Creación de capacidades y transferencia de tecnología marina (CB&TMT). Las herramientas de gestión basadas en áreas y las evaluaciones de impacto ambiental se relacionan principalmente con la conservación y el uso sostenible de la biodiversidad marina, mientras que los recursos genéticos marinos y la creación de capacidad y la transferencia de tecnología marina incluyen cuestiones de justicia y equidad económicas.
El principal logro es la nueva posibilidad de crear áreas marinas protegidas en aguas internacionales. De este modo, el acuerdo permitirá proteger el 30% de los océanos de aquí a 2030. Aunque el acuerdo no aborda directamente el cambio climático, también sirve como un paso hacia la protección de los ecosistemas que almacenan carbono en los sedimentos.
El tratado consta de 76 artículos y su objetivo principal es "asegurar la conservación y el uso sostenible de la diversidad biológica marina de las zonas situadas fuera de la jurisdicción nacional, en el presente y a largo plazo, mediante la implementación efectiva de las disposiciones pertinentes de la Convención y una mayor cooperación y coordinación internacionales". El tratado reconoce el conocimiento tradicional y se guía por principios como "quien contamina paga", el patrimonio común de la humanidad, la libertad de investigación científica marina, junto con otras libertades de la alta mar, el principio de equidad y la distribución justa y equitativa de los beneficios. El acuerdo fue adoptado por los 193 Estados miembros de las Naciones Unidas.
Antes de que el tratado pueda entrar en vigor, debe ser ratificado por al menos 60 Estados miembros de la ONU: para el 21 de septiembre de 2023 ya contaba con más de setenta firmas, por lo que los especialistas esperan que el texto entre en vigor en 2025.

## Antecedentes

Las aguas internacionales son las zonas que se muestran en azul oscuro en este mapa, es decir, fuera de las zonas económicas exclusivas, que están en azul claro.

Los océanos del mundo se enfrentan a una grave disminución de su biodiversidad y a la degradación de los ecosistemas debido a las amenazas relacionadas con el cambio climático y la expansión de las actividades humanas, como el transporte marítimo, la sobrepesca, la contaminación por plásticos y la minería en el fondo marino. En consecuencia, existe una necesidad apremiante de un marco de gobernanza de los océanos más cohesionado, ya que el marco existente está demasiado fragmentado e incompleto para asegurar de manera efectiva la conservación y el uso sostenible de la biodiversidad marina en áreas fuera de las jurisdicciones nacionales.
Dichas áreas comprenden tanto la alta mar (la columna de agua en sí) como el fondo oceánico, que constituyen aproximadamente dos tercios del océano. Actualmente, las áreas están reguladas por diferentes acuerdos regionales y sectoriales, como las organizaciones regionales de ordenación pesquera. Sin embargo, sólo pueden implementar medidas dentro de su propio mandato respectivo y falta cooperación. Además, sólo unas pocas áreas están cubiertas, lo que deja a la mayoría prácticamente sin regulación. El tercio restante del océano está bajo jurisdicción nacional y está situado dentro de las zonas económicas exclusivas (ZEE), que se extienden a 200 millas náuticas (unos 370 km) desde la línea de base del mar territorial. Las ZEE se establecen en virtud de la Convención sobre el Derecho del Mar, otorgando a los estados costeros jurisdicción sobre los recursos vivos y no vivos dentro del agua y los fondos marinos.

## Negociaciones
Durante casi 20 años se había debatido en las Naciones Unidas un nuevo acuerdo en el marco de la Convención sobre el Derecho del Mar para zonas fuera de la jurisdicción nacional. Las Naciones Unidas comenzaron reuniones preparatorias en 2004 para sentar las bases de un Acuerdo de Implementación de la CONVEMAR que abordara las brechas existentes en materia de regulación y gobernanza. El 24 de diciembre de 2017, la Asamblea General de las Naciones Unidas adoptó la Resolución 72/249 para convocar una conferencia intergubernamental y emprender negociaciones formales para un nuevo instrumento internacional jurídicamente vinculante en el marco de la Convención sobre el Derecho del Mar para la conservación y el desarrollo sostenible de la biodiversidad marina en áreas fuera de la jurisdicción nacional. Entre 2018 y 2023, los diplomáticos se reunieron en la sede de la ONU en la ciudad de Nueva York para sesiones de negociación. Hasta mayo de 2023, se habían realizado cinco sesiones en total.
En la quinta sesión, que tuvo lugar en agosto de 2022, se lograron avances significativos, aunque no fue posible llegar a un consenso sobre el texto final del tratado, por lo que se acordó suspender la sesión y reanudarla en una fecha posterior, lo que ocurrió finalmente entre febrero y marzo de 2023. Allí se acordó el texto final, después de casi dos décadas de trabajo. Greenpeace la calificó como "la mayor victoria conservacionista jamás realizada". El 19 de junio se celebró una nueva sesión, donde se adoptó el tratado. Este se abrió a la firma en la ciudad de Nueva York a partir del 20 de septiembre de 2023, un día después de una cumbre sobre los Objetivos de Desarrollo Sostenible. Las firmas estarán abiertas durante dos años a partir de ese día.

## Contenido del tratado

### Recursos genéticos marinos, incluida la participación justa y equitativa en los beneficios
Los recursos genéticos marinos (RGM), incluida la distribución justa y equitativa de los beneficios, es el primer elemento mencionado en el tratado. Entre otras cosas, los recursos genéticos marinos pueden permitir la producción de productos bioquímicos que pueden utilizarse en cosméticos, productos farmacéuticos y suplementos dietéticos. El valor económico de los recursos no está claro por ahora, pero el potencial de ganancias ha creado un mayor interés en la exploración y explotación de los recursos entre las partes interesadas.
Durante las negociaciones del acuerdo, fue un punto polémico acaso los recursos genéticos marinos deberían aplicarse o no a los "peces" y las "actividades pesqueras". De lo contrario, probablemente afectaría la capacidad del tratado de alta mar para alcanzar su objetivo, ya que los peces son un componente importante de la biodiversidad marina y desempeñan un papel esencial en el funcionamiento de los ecosistemas marinos, según algunos expertos. Sin embargo, el texto final del tratado establece que las disposiciones sobre recursos genéticos marinos no se aplican a los "peces" ni a la "pesca" en áreas fuera de la jurisdicción nacional.
La parte sobre la distribución justa y equitativa de los beneficios también fue un punto de disputa en las negociaciones. Al final se acordó regular los beneficios monetarios y no monetarios. Además, se establecerá un comité de acceso y participación en los beneficios con el propósito de brindar pautas para la participación en los beneficios y garantizar que esto se haga de manera transparente, justa y equitativa.

### Mecanismos de gestión basadas en áreas, incluidas las áreas marinas protegidas

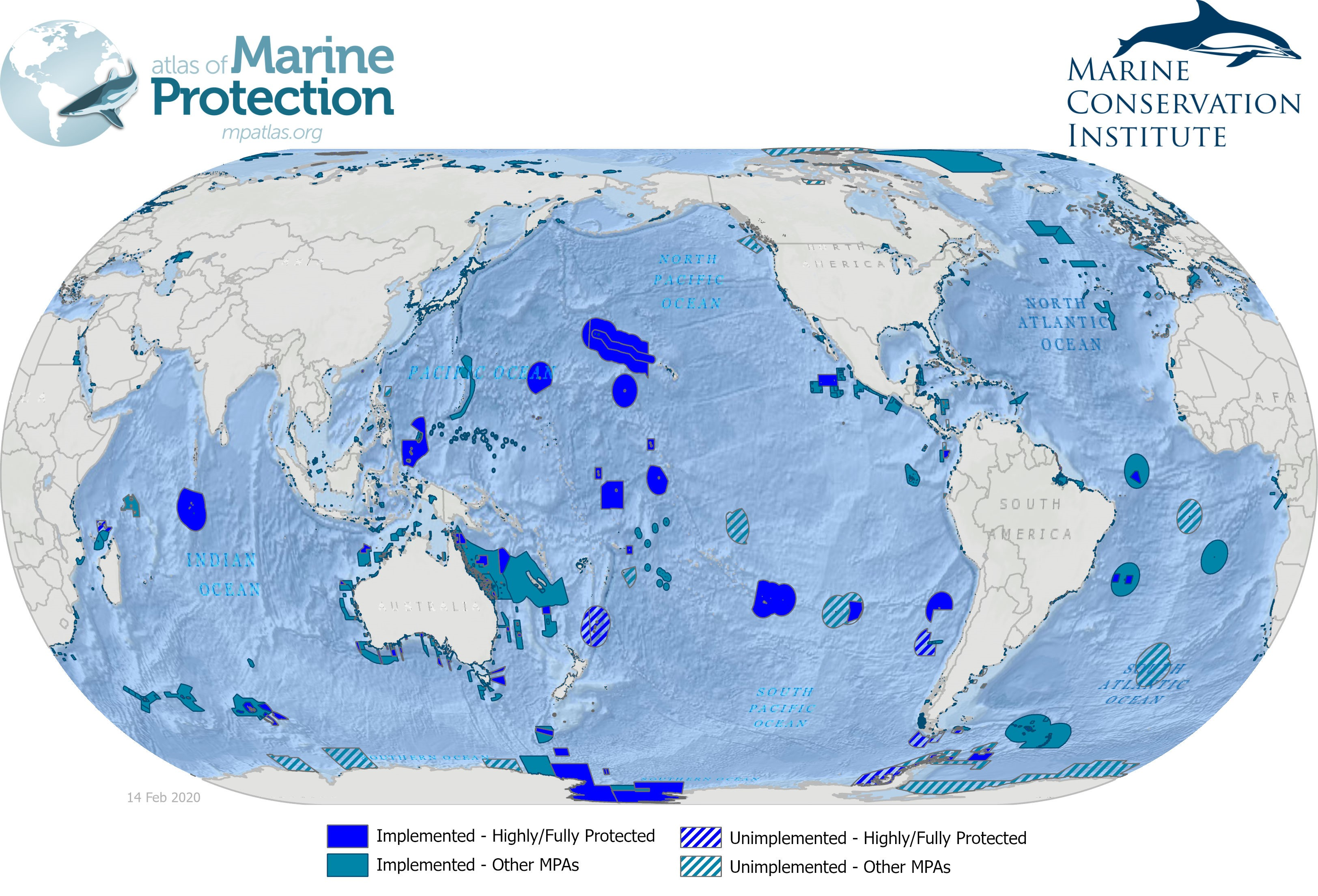
Áreas marinas protegidas en 2020 (datos de MPAtlas).

Los mecanismos de gestión basadas en áreas (ABMT por sus siglas en inglés), incluidas las áreas marinas protegidas (AMP), se reconocen como herramientas clave para conservar y restaurar la biodiversidad. Pueden utilizarse para proteger, preservar y mantener determinadas zonas más allá de la jurisdicción nacional. Las áreas marinas protegidas ofrecen cierto grado de conservación a largo plazo y ya están establecidas en algunas áreas. Sin embargo, el nivel de protección de la biodiversidad varía mucho y las áreas protegidas sólo cubren una pequeña proporción de las áreas más allá de la jurisdicción nacional. Las herramientas de gestión basadas en áreas se pueden utilizar para medidas de emergencia y de corto plazo y para abordar un sector específico.

### Evaluaciones de impacto ambiental
Las evaluaciones de impacto ambiental (EIA) tienen el potencial de predecir, reducir y prevenir actividades humanas que afectan la biodiversidad y los ecosistemas marinos. Si bien el marco institucional y legal para las EIA está bien establecido en áreas dentro de las jurisdicciones nacionales, está menos desarrollado en áreas más allá de estas. Según el acuerdo, las partes participantes están obligadas a efectuar EIA cuando una actividad planificada pueda tener un efecto en el medio marino o cuando no haya suficiente conocimiento sobre sus efectos potenciales. En tales casos, la parte que posee jurisdicción o control sobre la actividad debe realizar la evaluación.
El acuerdo también incluye disposiciones para evaluaciones ambientales estratégicas (EAE), que son evaluaciones más holísticas y centradas en la protección ambiental a largo plazo en comparación con el enfoque más específico de las evaluaciones de impacto ambiental. Las partes bajo el tratado deben considerar la realización de una EAE para planes y programas relacionados con sus actividades en áreas más allá de la jurisdicción nacional, pero no están obligadas a realizarla.

### Creación de capacidad y transferencia de tecnología marina
La creación de capacidades y la transferencia de tecnología marina se refieren al acceso equitativo a la investigación realizada en aguas internacionales y a permitir la cooperación y participación en las actividades descritas en el acuerdo. Se mencionan diferentes tipos de creación de capacidades y transferencias de tecnología, como el intercambio de información y resultados de investigación; desarrollar y compartir manuales, directrices y normas; colaboración y cooperación en ciencias marinas; y desarrollar y fortalecer la capacidad institucional y la regulación o mecanismos nacionales.
La tecnología desempeña un papel importante en la implementación, por lo que el desarrollo de capacidades y la transferencia de tecnología son esenciales para la aplicación del acuerdo. Un objetivo clave es apoyar a los Estados en desarrollo y geográficamente desfavorecidos en la implementación del acuerdo.
Además, se establecerá un comité de creación de capacidad y transferencia de tecnología marina, con el fin de monitorear y revisar las iniciativas emprendidas, bajo la autoridad de la Conferencia de las Partes.

## Arreglos institucionales
El tratado introduce un nuevo marco institucional en su parte VI, que incluye a la Conferencia de las Partes, el Órgano Científico y Técnico, la Secretaría y el Mecanismo de Intercambio de Información:
- La Conferencia de las Partes (COP) tendrá su primera reunión a más tardar un año después de la entrada en vigor del acuerdo. Su reglamento interno y la reglamentación financiera se adoptarán en la primera reunión. La Conferencia de las Partes examinará y evaluará la implementación del acuerdo. La Conferencia debe tomar decisiones y adoptar recomendaciones por consenso o, si no es posible una vez agotados todos los esfuerzos, por una mayoría de dos tercios de las partes presentes y votantes. La Conferencia también tendrá que promover la transparencia en la implementación del acuerdo y las actividades relacionadas. Cinco años después de que el tratado entre en vigor, la Conferencia de las Partes debe revisarlo.[2]

- El Órgano Científico y Técnico estará compuesto por miembros designados por las partes y elegidos por la Conferencia de las Partes, que actuarán en calidad de expertos y en el mejor interés del acuerdo. Se debe tener en cuenta la necesidad de contar con experiencia multidisciplinaria en el nombramiento y elección de los miembros. El Órgano Científico y Técnico, entre otras funciones, proporcionará asesoramiento científico y técnico a la Conferencia de las Partes, supervisará y revisará los mecanismos de gestión basadas en áreas y comentará las evaluaciones de impacto ambiental.[2]

- La Secretaría es responsable de brindar apoyo administrativo y logístico a la Conferencia de las Partes y sus órganos subsidiarios. Esto incluye tareas como la organización y prestación de servicios para las reuniones, así como la circulación oportuna de información relacionada con la implementación del tratado. Hasta que la Secretaría comience a desempeñar sus funciones, el Secretario General de las Naciones Unidas, por conducto de la División de Asuntos Oceánicos y del Derecho del Mar de la Oficina de Asuntos Jurídicos de la Secretaría de las Naciones Unidas, desempeñará dichas funciones.[2] En septiembre de 2023, Chile y Bélgica habían manifestado su interés de asumir el rol de Secretaría y sede del acuerdo.[4]

- El Mecanismo de Intercambio de Información consistirá principalmente en una plataforma de acceso abierto, facilitando el acceso, el suministro y la difusión de información. Promoverá la transparencia y facilitará la cooperación y colaboración internacionales. El mecanismo será administrado por la secretaría.[2]

Además, el acuerdo establece un comité de acceso y participación en los beneficios, un comité de creación de capacidades y transferencia de tecnología marina, un mecanismo para el suministro de recursos financieros (incluyendo un fondo fiduciario de contribuciones voluntarias, un fondo especial y un fondo fiduciario del Fondo para el Medio Ambiente Mundial) y un comité de implementación y cumplimiento.